# Brood X

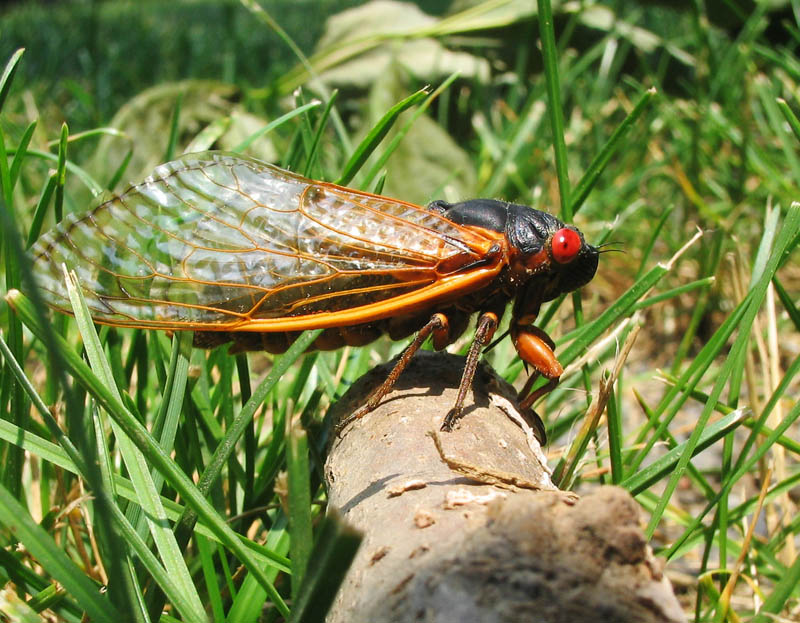
Một con ve trong đàn Brood X cở Princeton, New Jersey năm 2004

Brood X (Brood 10) là một trong 15 đàn ve sầu thuộc chi Magicicada xuất hiện thường xuyên trên khắp miền đông Hoa Kỳ. Brood X là nhóm ve sầu ngủ dưới lòng đất 17 năm mới trồi lên một lần khi nhiệt độ đất vào khoảng 64 độ F (khoảng 18 độ C), chúng đang xuất hiện hàng tỉ con cùng lúc trên khắp miền đông và Trung Tây nước Mỹ. Sự xuất hiện quy mô lớn đầu tiên của hiện tượng này sau năm 2021 được dự đoán sẽ xảy ra vào năm 2038.
Vào mùa hè năm 2021, sự xuất hiện của chúng khiến nhiều loài động vật ở Mỹ như chó nhà, gấu mèo, sóc, chim thưởng thức bữa ăn miễn phí khi hàng tỉ con ve sầu Brood X trồi lên mặt đất sau 17 năm ngủ yên, nhiều loài động vật ở Mỹ thích sự kiện này trong đó có chó nhà, vì có lẽ loại thức ăn này đỡ nhàm chán hơn bình thường khi ăn ve sầu cứ như người ăn khoai tây chiên, hết con này đến con khác. Những con sóc tranh thủ bắt ve sầu khi leo cây, cá đớp bất cứ con ve nào rơi xuống hồ hoặc suối, chim chóc thì trực tiếp kiếm mồi ngay trên mặt đất trong rừng. Loài này xuất hiện với số lượng lớn là một kiểu chiến lược sinh tồn - động vật săn mồi sẽ không thể nào tiêu thụ hết từng ấy thức ăn, số ve sầu sống sót sẽ rất nhiều, tiếp tục giao phối, đẻ trứng để tạo ra thế hệ Brood X tiếp theo. Tuy Brood X chỉ xuất hiện trong vài tuần ngắn ngủi để giao phối và sinh sản, chúng có thể giúp định hình dân số động vật hoang dã trong nhiều năm tới. Sau khi Brood X xuất hiện thì thường chứng kiến dân số các loài chim săn mồi tăng lên rõ rệt.